# Довбушанка (гора)
Довбуша́нка (Добошанка, Довбошанка) — гірська вершина в Українських Карпатах, у масиві Горгани. Розташована у південно-західній частині Надвірнянського району Івано-Франківської області, на однойменному хребті Довбушанка.
Висота гори — 1754 м. Вершина витягнута з північного заходу на південний схід. Північно-східні схили круті, південно-західні — більш пологі. Поширені кам'яні осипища і важкопрохідні чагарники — криволісся. При підніжжі гори — хвойні ліси (переважно ялина). На вершині — сосна гірська, різнотрав'я та лишайники.
Гора входить до складу однойменного хребта, який розташований у межах природного заповідника «Горгани». Згідно з українським законодавством заборонено проїзд і прохід сторонніх осіб на заповідну територію,тому відвідування г. Довбушанка можливе лише з дозволу адміністрації заповідника «Горгани».
Найближчі населені пункти: с. Зелена, с. Бистриця, с. Паляниця.

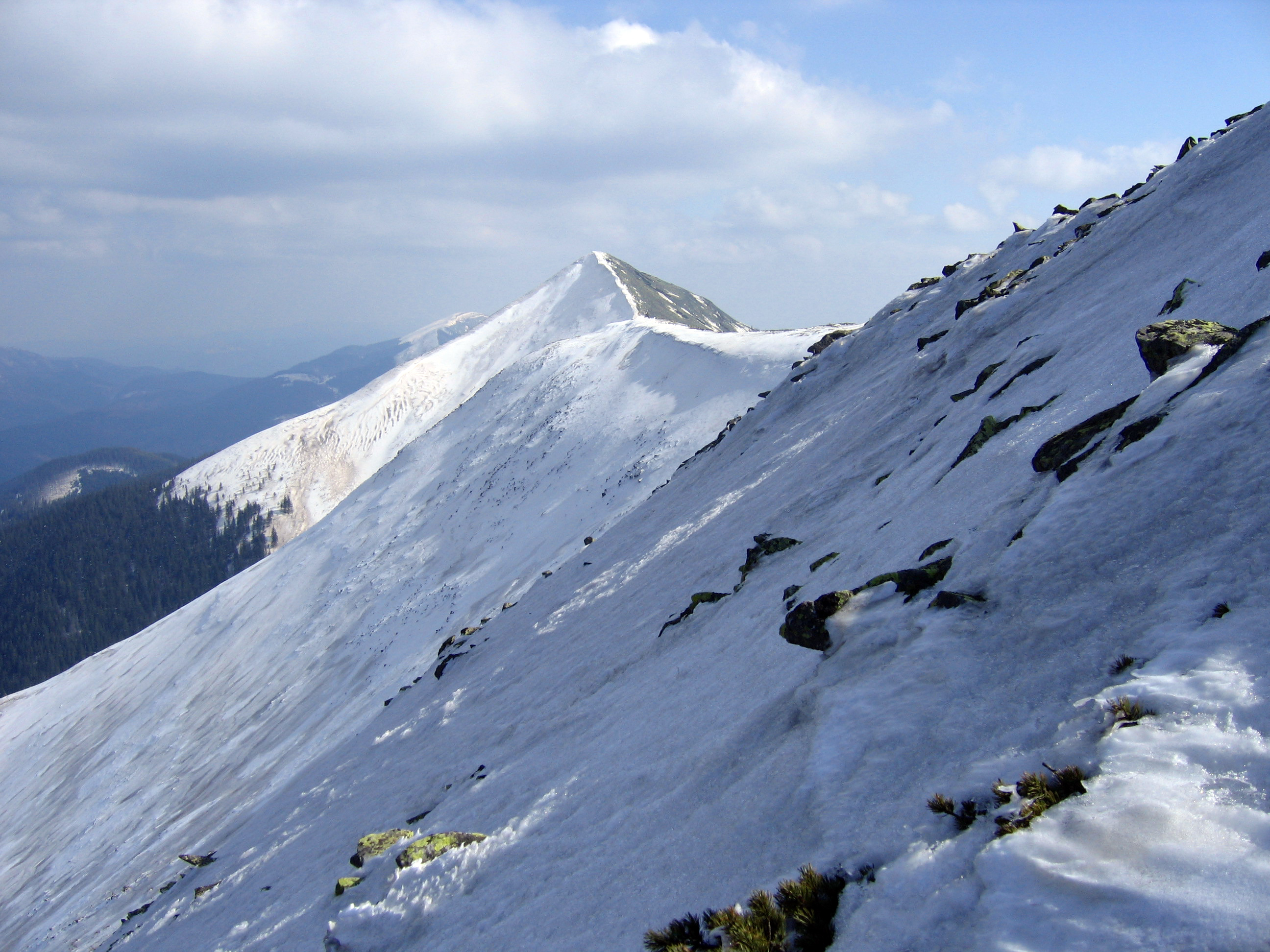
Схили Довбушанки